# Jackie Jones
Jacqueline Margarete Jones é uma política, advogada e académica britânica. Ela atuou como membro do Parlamento Europeu (MEP) pelo Partido Trabalhista pelo País de Gales de 2019 a 2020. Ela lecionou direito na Cardiff Law School, Cardiff University, e depois na Bristol Law School, University of the West of England, onde foi professora de Estudos Legais Feministas.
Ela viveu em Cardiff e Pembrokeshire desde 1985.
Jones é a candidata Senedd do Partido Trabalhista para Preseli Pembrokeshire na eleição de 2021.